# Guamische Fußballnationalmannschaft
Die guamische Fußballnationalmannschaft ist die Auswahlmannschaft des pazifischen US-Außengebietes Guam.
Guam ist Mitglied des Weltfußballverbandes FIFA und des Regionalverbandes AFC und nimmt an den Qualifikationsspielen zu Fußball-Weltmeisterschaften sowie zur AFC Asienmeisterschaft teil. Guam ist es bisher noch nicht gelungen, sich für eine Fußball-Weltmeisterschaft oder die Fußball-Asienmeisterschaft zu qualifizieren. Politisch gehört das Gebiet zu den Vereinigten Staaten.
Die Guamische Nationalmannschaft musste sich bisher mit der Rolle als Außenseiters im asiatischen Fußball abgeben. Das 0:21 gegen Nordkorea am 11. März 2005 ist die höchste Niederlage einer asiatischen Mannschaft. Insgesamt hat Guam neun Spiele in seiner Statistik, in denen der Gegner mindestens 14 Tore erzielte. Gegen keine andere Mannschaft erreichten mehr andere Mannschaften ihre höchsten Siege. Insgesamt zwölf Mannschaften gelang dies gegen Guam, davon neunmal zweistellig. Die Nationalmannschaft gewann im Jahr 2009 ihr erstes offizielles FIFA-Länderspiel und befindet sich auf Platz 205 der FIFA-Weltrangliste (Stand: Februar 2024).
Den ersten Sieg in einem Qualifikationsspiel errang Guam am 11. Juni 2015, als man in einem Spiel zur Qualifikation für die Fußball-Weltmeisterschaft 2018 Turkmenistan mit 1:0 bezwang. Eine Woche später folgte der zweite Heimsieg (2:1) gegen Indien im heimischen Harmon.

## Teilnahmen anFußball-Weltmeisterschaften
- 1930 bis 1998 – nicht teilgenommen
- 2002 (Qualifikation) – nicht qualifiziert
- 2006 – zurückgezogen
- 2010 – zurückgezogen
- 2014 – nicht teilgenommen
- 2018 – nicht qualifiziert
- 2022 – nicht qualifiziert
- 2026 – nicht qualifiziert

## Teilnahmen an derAFC Asienmeisterschaft
- 1956 bis 1992 – nicht teilgenommen
- 1996 (Qualifikation), 2000 (Qualifikation), 2004 (Qualifikation) – nicht qualifiziert
- 2007 – nicht teilgenommen
- 2011 (Qualifikation) – nicht qualifiziert
- 2015 (Qualifikation) – nicht qualifiziert
- 2019 (Qualifikation) – Während der Qualifikation zurückgezogen
- 2024 (Qualifikation) – nicht qualifiziert
- 2027 (Qualifikation) – Während der Qualifikation zurückgezogen

## Teilnahmen an derFußball-Ostasienmeisterschaft
- 2003 – nicht qualifiziert (Platz 8)
- 2005 – nicht qualifiziert (Platz 8)
- 2008 – nicht qualifiziert (Platz 9)
- 2010 – nicht qualifiziert (Platz 8)
- 2013 – nicht qualifiziert (Platz 7)
- 2015 – nicht qualifiziert (Platz 6)
- 2017 – nicht qualifiziert (Platz 7)
- 2019 – nicht qualifiziert (Platz 9)
- 2022 – nicht teilgenommen
- 2025 – nicht qualifiziert

## AFC Challenge Cup
- 2006 – Vorrunde
- 2008 (Qualifikation) – nicht qualifiziert
- 2010 – nicht teilgenommen
- 2012 – nicht teilgenommen
- 2014 (Qualifikation) – nicht qualifiziert

## Teilnahme an Südpazifikspielen/Pazifikspielen
- 1975 – Vorrunde
- 1979 – Vorrunde
- 1983 – nicht teilgenommen
- 1987 – nicht teilgenommen
- 1991 – Vorrunde
- 1995 – Vorrunde
- 1999 – Bei diesen Südpazifikspielen wurde kein Fußballturnier ausgetragen.
- 2003 – nicht teilgenommen
- 2007 – nicht teilgenommen
- 2011 – Vorrunde

## Trainer
- Willie McFaul (1999–2003)
- Sugao Kambe (2003–2005)
- Norio Tsukitate (2005–2009)
- Kazuo Uchida (2011–2012)
- Gary White (2012–2016)
- Darren Sawatzky (2016–2017)
- Karl Dodd (2018–2021)
- Suh Dong-won (2021)
- Kim Sang-hoon (2021–2023)
- Ross Awa (seit 2023)